# لئونارد اشتینگر
لئونارد اشتینگر (به نروژی: Leonhard Hess Stejneger؛ تلفظ: اشـْتِـیـْنـِگـِر) ‏ (۳۰ اکتبر ۱۸۵۱ - ۲۸ فوریه ۱۹۴۳) پرنده‌شناس، خزنده‌شناس و جانورشناس نروژی-امریکایی بود. اشتینگر متخصص مطالعات تاریخ طبیعی مهره‌داران بود. او بیشترین شهرت خود را برای مطالعاتش دربارهٔ خزندگان و دوزیستان به دست آورد.